# Landdagverkiezingen in Neder-Oostenrijk 2018
De twintigste landdagverkiezingen in de deelstaat Neder-Oostenrijk van 2018 vonden op zondag 28 januari plaats. De verkiezingen werden gewonnen door de Volkspartei Niederösttereich (VPNÖ) - een afdeling van de federale Österreichische Volkspartei (ÖVP) - die haar absolute meerderheid behield. De Neos deden voor het eerst mee en hebben de kiesdrempel van vier procent gehaald.
De definitieve uitslag van 1 februari 2018 is:
| Partij | Partij                                       | Lijsttrekker         | Foto | Percentage | Zetels | Verschil | Opmerkingen                                                                                          |
| ------ | -------------------------------------------- | -------------------- | ---- | ---------- | ------ | -------- | --- |
|        | Volkspartei Niederösterreich (VPNÖ)          | Johanna Mikl-Leitner | mini | 49,6%      | 29     | 1        | |
|        | Sozialdemokratische Partei Österreichs (SPÖ) | Franz Schnabl        | mini | 23,9%      | 13     | 0        | |
|        | Freiheitliche Partei Österreichs (FPÖ)       | Udo Landbauer        | mini | 14,8%      | 8      | 4        | |
|        | Die Grünen Niederösterreich (GRÜNE)          | Helga Krismer        | mini | 6,4%       | 3      | 1        | |
|        | Die Neos (NEOS)                              | Indra Collini        |      | 5,2%       | 3      | 3        | |
|        | Overige partijen                             |                      |      | 0,1%       | 0      | 0        | |
|        | Niet-deelnemende partij                      |                      |      | -          | -      | 5        | Liste Frank (Team Stronach) haalde 5 zetels in 2013, maar deed in 2018 niet mee aan de verkiezingen. |
|        |                                              |                      |      | 100,0%     | 56     | 0        | |

## Regeringsformatie
In Neder-Oostenrijk wordt het aantal Landräte dat de partijen in de Landesregierung, de regering van Neder-Oostenrijk, krijgen volgens het proportionaliteitsprincipe met methode-D'Hondt berekend. De ÖVP krijgt daardoor zes Landräte, de SPÖ twee en de FPÖ één Landrat in de nieuwe regering. Op 8 maart 2018 werd bekendgemaakt dat de ÖVP afzonderlijke overeenkomsten met de SPÖ en met de FPÖ gesloten had en wat de verdeling van de portefeuilles zou worden. Franz Schnabel (SPÖ) wordt Landeshauptfraustellvertreter (plaatsvervangend gouverneur).

## De FPÖ-kandidaat voor een Neder-Oostenrijkse ministerspost
Johanna Mikl-Leitner (ÖVP) zei een dag voor de verkiezingen dat ze openstond voor samenwerking met alle partijen, maar niet met personen die Neder-Oostenrijk zouden schaden. Ze bedoelde Udo Landbauer (FPÖ), waarvan bekend werd dat hij lid was van een vereniging uit Wiener Neustadt met de naam Burschenschaft Germania. De Weense krant Falter had een liedbundel van die vereniging weten te bemachtigen, waarin een lied uit de jaren tachtig of negentig met een antisemitische tekst stond en andere dubieuze liederen over de Tweede Wereldoorlog, een paar zelfs uit de nazi-tijd. Udo Landbauer (31) was sinds zijn vijftiende lid van Burschenschaft Germania. De liederen waren geschreven voordat hij lid was. Udo Landbauer zei in een interview dat hij het gewraakte lied met de antisemitische tekst niet kende. Die versregels waren in latere uitgaven zwartgemaakt door iemand die illustraties voor die liedbundel had getekend. Een ander lid van die vereniging verklaarde in een interview dat die liederen in de twintig jaar dat hij lid was nooit gezongen werden. De Oostenrijkse politie heeft bij de vereniging 19 liedbundels in beslag genomen en doet onderzoek naar vier leden van die vereniging. Inmiddels heeft Udo Landbauer zijn lidmaatschap van die vereniging opgezegd. Op 1 februari 2018 legde hij ook al zijn politieke functies voor de FPÖ neer, inclusief het ambt dat hij bekleedde als Stadtrat (wethouder) van Wiener Neustadt. Gottfried Waldhäusl wordt in plaats van hem de Landrat (minister) voor de FPÖ in de regering van Neder-Oostenrijk.

## Referentie
1. ↑  ministers van een deelstaat, vergelijkbaar met gedeputeerden in Nederlandse provinciebesturen, of deputaties in Belgische provinciebesturen
2. ↑  ORF, Niederösterreich heute, 8 maart 2018
3. ↑  ORF, ZIB, 24 januari 2018
4. ↑  "NS-Lied: Polizei hat Liederbücher beschlagnahmt", ORF, 25 januari 2018
5. ↑  ORF, Niederösterreich heute, 28 januari tot 1 februari 2018
6. ↑  Die Zeit, 2 februari 2018